# بخش ویندزور (شهرستان مورگان، اوهایو)
بخش ویندزور (به انگلیسی: Windsor Township) یک منطقهٔ مسکونی در ایالات متحده آمریکا است که در شهرستان مورگان، اوهایو واقع شده‌است.
 بخش ویندزور ۱۱۳٫۰ کیلومتر مربع مساحت و ۱٬۹۵۱ نفر جمعیت دارد و ۲۴۲ متر بالاتر از سطح دریا واقع شده‌است.